# Military grid reference system

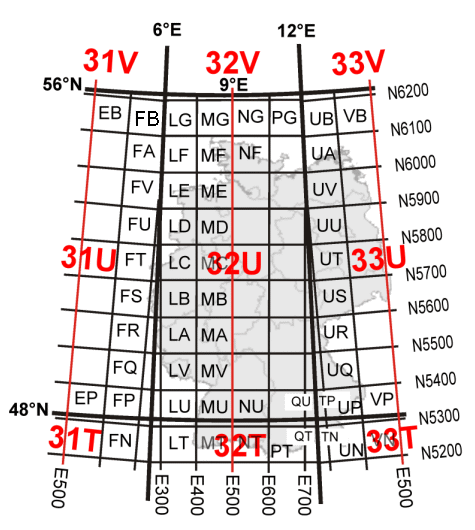
voorbeeld van het MGRS-model

Het MGRS (Military Grid Reference System) is een uitbreiding van het UTM-systeem. Het gebruikt de zoneaanduiding van het UTM, die een gebied van 8° breedte bij 6° lengte definiëren. Daarnaast volgt er een codering die een gebied van 100 km × 100 km aangeven.

## Werking
Startend op de meridiaan van 180°, worden de letters A t/m Z (zonder de I en O) gebruikt om een gebied van 100 vierkante kilometer aan te duiden. Iedere 2000 km wordt dit herhaald. Letters die de verticale positie aangeven beginnen normaal bij A voor oneven UTM-zones. Als het een even UTM-zone betreft, wordt een marge van vijf letters ingebouwd. Dan wordt begonnen op de evenaar met de letter F. Ten zuiden van de evenaar wordt het patroon voortgezet. Zoals gewoonlijk, wordt ook hier weer eerst de horizontale positie aangegeven, gevolgd door de verticale positie.
Om het wat lastiger te maken, komen er problemen als de ellipsoïden elkaar snijden. Dan wordt vaak een verschil van tien letters ingebouwd in de letters die de 100 km-vierkanten aangeven. 
Het UTM-zonenummer, de letter en twee letters die het 100 km-vak aangeven, wordt gevolgd door een serie even nummers die de verticale en horizontale positie aangeven van een punt. 
- Zijn er tien cijfers gebruikt, dan wordt een nauwkeurigheid van 1 meter aangenomen.
- Zijn er twee cijfers gebruikt, dan wordt rekening gehouden met een nauwkeurigheid van 10 km.
- De nauwkeurigheid verloopt evenredig met het aantal cijfers (dus 10 km, 1 km, 100 m, 10 m en 1 m).